# Donkey Kong
Donkey Kong je serija videoiger, v katerih se pojavlja opica Donkey Kong. Ustvaril jo je Shigeru Miyamoto leta 1981. Franšiza se v glavnem osredotoča na dve zvrsti videoiger, poleg njih pa je še nekaj spin-offov.
Najprej so bile igre predvsem enozaslonski akcijsko-ugankarski platformerji, kjer je bil Donkey Kong igralčev nasprotnik na industrijskem gradbišču. Prvič se je pojavil 1981 na igralnem avtomatu imenovanem Donkey Kong, v katerem se je soočil z Mariom, današnjo maskoto Nintenda. To je bil sploh prvi pojav Maria v videoigri, štiri leta pred izidom znamenite igre Super Mario Bros.. Leta 1994 je bila serija oživljena pod imenom Donkey Kong Country, v kateri Donkey Kong skupaj s svojimi prijatelji v domači džungli nasprotuje raznim poosebljenim sovražnikom, običajno proti Kremlingom, plemenu krokodilov, ki jih vodi King K. Rool. To so platformerji, pri katerih se zaslon med igranjem premika (side-scrolling platformer). Igre, ki ne sodijo med platformerje so ritmična igra Donkey Konga, dirkaška igra Diddy Kong Racing in izobraževalna igra Donkey Kong Jr. Math.
Zaščitni znak franšize Donkey Kong so sodi, ki jih opice uporabljajo kot orožje, vozila, pohištvo in bivališče. Donkey Kong je izredno priljubljen; v franšizi so prodali že več kot 80 milijonov iger.